# Ethelda Bleibtrey
Ethelda Bleibtrey (Estados Unidos, 27 de febrero de 1902-6 de mayo de 1978) fue una nadadora estadounidense especializada en pruebas de estilo libre, donde consiguió ser campeona olímpica en 1920 en los 100  y 300 metros.

## Carrera deportiva
En los Juegos Olímpicos de Amberes 1920 ganó la medalla de oro en los 100 metros estilo libre, con un tiempo de 1:13.6 segundos, por delante de sus compatriotas Irene Guest (plata con 1:14.0 segundos) y Frances Schroth; también oro en los 300 metros libre, por delante de Margaret Woodbridge y de nuevo Frances Schroth; y otra medalla de oro en los relevos 4x100 metros libre, por delante de Reino Unido y Suecia.